# Cypsiurus
Cypsiurus é um género de aves da família Apodidae.

## Lista de espécies
O género Cypsiurus compreende três espécies:
- Andorinhão-das-palmeiras-africano, Cypsiurus parvus
- Andorinhão-das-palmeiras-malgaxe, Cypsiurus gracilis
- Andorinhão-das-palmeiras-asiático, Cypsiurus balasiensis